# Plebańce (rejon brasławski)
Plebańce (biał. Плябанцы; ros. Плебанцы) – wieś na Białorusi, w obwodzie witebskim, w rejonie brasławskim, w sielsowiecie Słobódka.

## Historia
W czasach zaborów w gminie Brasław, w powiecie nowoaleksandrowskim, w guberni wileńskiej Imperium Rosyjskiego
W latach 1921–1945 ówczesna kolonia leżała w Polsce, w województwie nowogródzkim (od 1926 w województwie wileńskim), w powiecie brasławskim, w gminie Brasław.
Według Powszechnego Spisu Ludności z 1921 roku zamieszkiwało kolonię 191 osób, 175 było wyznania rzymskokatolickiego a 16 prawosławnego. Jednocześnie 24 mieszkańców zadeklarowało polską przynależność narodową a 167 białoruską. Było tu 35 budynków mieszkalnych. W 1931 w 39 domach zamieszkiwały 222 osoby.
Miejscowość należała do parafii rzymskokatolickiej i prawosławnej w Brasławiu. Podlegała pod Sąd Grodzki w Brasławiu i Okręgowy w Wilnie; właściwy urząd pocztowy mieścił się w Brasławiu.